# Olympische Winterspiele 1932/Eisschnelllauf
Bei den III. Olympischen Winterspielen 1932 in Lake Placid fanden vier Wettbewerbe im Eisschnelllauf statt. Austragungsort war das Olympic Stadium mit einer Natureisbahn.
In der olympischen Geschichte waren die Eisschnelllaufwettbewerbe von 1932 die einzigen, die komplett im Massenstart ausgetragen wurden. Bei dem als amerikanische Eigenheit geltenden Modus sahen sich die bis dahin führenden Europäer benachteiligt und reisten teilweise erst gar nicht an. Tatsächlich entschieden US-amerikanische Athleten alle vier Wettbewerbe für sich; insgesamt gewannen US-Amerikaner und Kanadier zehn von zwölf olympischen Medaillen. Erfolgreichste Teilnehmer waren Jack Shea und Irving Jaffee, die jeweils in zwei Rennen siegten.
Neben den Männerwettbewerben stand in Lake Placid erstmals auch der Eisschnelllauf der Frauen als Demonstrationswettbewerb auf dem Programm, in dem keine olympischen Medaillen vergeben wurden. Das Starterfeld war noch sehr klein, es nahmen nur zehn Athletinnen aus zwei Ländern teil. Als offizieller olympischer Wettbewerb wurde der Eisschnelllauf der Frauen erst bei den Olympischen Winterspielen von 1960 ins Programm aufgenommen.

## Überblick

### Medaillenspiegel
| Platz | Land               | Gold | Silber | Bronze | Gesamt |
| ----- | ------------------ | ---- | ------ | ------ | ------ |
| 1     | Vereinigte Staaten | 4    | 1      | –      | 5      |
| 2     | Norwegen           | –    | 2      | –      | 2      |
| 3     | Kanada             | –    | 1      | 4      | 5      |

### Medaillengewinner
| Konkurrenz | Gold          | Silber          | Bronze         |
| ---------- | ------------- | --------------- | -------------- |
| 500 m      | Jack Shea     | Bernt Evensen   | Alexander Hurd |
| 1500 m     | Jack Shea     | Alexander Hurd  | Willy Logan    |
| 5000 m     | Irving Jaffee | Eddie Murphy    | Willy Logan    |
| 10.000 m   | Irving Jaffee | Ivar Ballangrud | Frank Stack    |

## Vorbereitung

### Einordnung

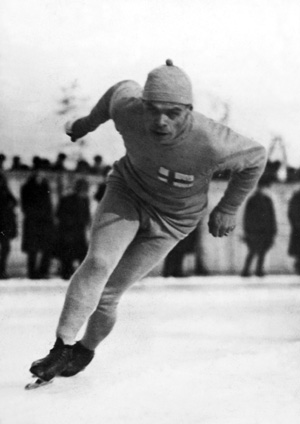
Clas Thunberg bei den Olympischen Winterspielen 1924

Eisschnelllauf war seit den ersten Winterspielen von 1924 Teil des olympischen Programms, wozu ausschließlich die Männerwettkämpfe über vier verschiedene Distanzen (500 Meter, 1500 Meter, 5000 Meter und 10.000 Meter) zählten. Bei den bisherigen beiden Austragungen hatte jeweils der Finne Clas Thunberg am erfolgreichsten abgeschnitten, der insgesamt fünf olympische Goldmedaillen gesammelt hatte. Thunberg war zudem amtierender Mehrkampfweltmeister: 1931 hatte er in seiner Heimatstadt Helsinki den Titel mit zwei Streckensiegen über 500 Meter und 1500 Meter geholt. Die Silber- und die Bronzemedaille waren dabei an die Norweger Bernt Evensen und Ivar Ballangrud gegangen, die beide 1928 schon Olympiasieger geworden waren. Zum Zeitpunkt der Olympischen Spiele 1932 war Thunberg 38 Jahre alt, Ballangrud und Berntsen mehr als zehn Jahre jünger.
Im Mai 1931 beschloss der Weltverband der Eisschnellläufer, die Internationale Eislaufunion (International Skating Union; ISU), dass die Wettkämpfe bei den Olympischen Winterspielen von Lake Placid nach den Regeln des US-amerikanischen Verbandes – der Amateur Skating Union of the United States – auszutragen seien. Das bedeutete, dass die Entscheidung nicht wie in Europa verbreitet (und wie sonst bei ISU-Wettbewerben) im paarweisen Lauf fiel, sondern im Massenstart (pack-style): Zunächst wurde das Starterfeld in Vorläufe aufgeteilt, die schnellsten Läufer eines jeden Vorlaufs qualifizierten sich für das Finale. Auch dort galt die Regel, dass der erste Athlet im Ziel gewonnen hatte. An die Stelle des reinen Laufens auf Zeit in festgelegten Bahnen trat somit ein Wettbewerb mit einem taktischen Element, der sich deutlich vom konventionellen Eisschnelllauf europäischer Art unterschied. Unter anderem kam es in Massenstarts vor, dass Sportler sich schubsten, mit dem Ellbogen drängten oder anderweitig behinderten. Die Veranstalter unterbanden ein solches Verhalten trotz entsprechender Regeln nur selten. Den Antrag auf die Einführung des Massenstarts hatte Godfrey Dewey, der Präsident des Organisationskomitees der Spiele, gestellt. Die Begründung der Organisatoren war, dass der direkte Kampf der Athleten untereinander die Rennen deutlich attraktiver machen würde als der konventionelle Modus.
Eine weitere Entscheidung des ISU-Kongresses vom Mai 1931 war die erstmalige Anerkennung von Frauenweltrekorden, die alle von der Polin Zofia Nehringowa gehalten wurden. Auch wenn es bis dahin keine Welt- oder Europameisterschaften für Frauen gegeben hatte, entschieden sich die Veranstalter von Lake Placid, Frauenrennen als Demonstrationswettbewerbe in das olympische Programm für 1932 aufzunehmen. Anders als bei den Männern fanden für Frauen nur Wettbewerbe über drei Distanzen statt (500 Meter, 1000 Meter und 1500 Meter) und es wurden keine olympischen Medaillen vergeben.

### Organisation
Innerhalb der Vereinigten Staaten war das im Norden des Bundesstaates New York gelegene Lake Placid ein Zentrum des Eislaufs. 1918 hatten auf dem gefrorenen ortsnahen Mirror Lake die Eastern Skating Championships stattgefunden, in den 1920ern Wettkämpfe unter Beteiligung der Olympiasieger Clas Thunberg und Charles Jewtraw. Die Lake Placid Skating Association war als erster Wintersportverein des Ortes gegründet worden und 1926/27 in den breiter gefassten Lake Placid Athletic Club übergegangen. Im offiziellen Bericht der Olympischen Spiele hoben die Veranstalter hervor, der Eisschnelllauf sei in Lake Placid als „eine der beliebtesten Wintersportarten“ etabliert und betonten die Erfahrung des Ortes in Bezug auf die Sportart.
Nach der Olympiavergabe an Lake Placid wurde 1930/31 ein Stadion gebaut, dessen Laufbahn im Winter geflutet und vereist wurde, sodass eine 400-Meter-Natureisbahn entstand. Die Tribünen des Stadions, das auch für die Eröffnungs- und Schlussfeier der Spiele verwendet wurde, fassten knapp 7500 Zuschauerplätze. Im Winter 1931 fanden im (noch nicht vollendeten) Stadion die nordamerikanischen Meisterschaften im Eisschnelllauf statt, ebenso Vorentscheidungsrennen für das US-amerikanische Olympiateam. Ergänzend zum Stadion und zur Eisfläche auf dem Mirror Lake konnten die Eisschnellläufer auch die Olympic Arena für ihr Training nutzen. Die überdachte Arena war für das Finale des Eishockeyturniers sowie für den Eiskunstlauf vorgesehen.
Der schwedische Journalist Sven Lindhagen, der für das Idrottsbladet schrieb und gleichzeitig auch stellvertretender Leiter des schwedischen Skiteams in Lake Placid war, kritisierte die Organisation der Wettbewerbe scharf als „improvisiert“: Unter anderem habe es zu wenig Offizielle und Zeitnehmer gegeben; zudem seien die Rennergebnisse schlecht kommuniziert worden. Die Leitung der Wettkämpfe hatte Joseph Savage, der Präsident der Amateur Skating Union of the United States, inne. Der offizielle Bericht führte dreizehn Männer als Schiedsrichter, von denen zehn aus den Vereinigten Staaten stammten, zwei aus Kanada und einer aus Norwegen.

## Wettkämpfe

### Teilnehmer

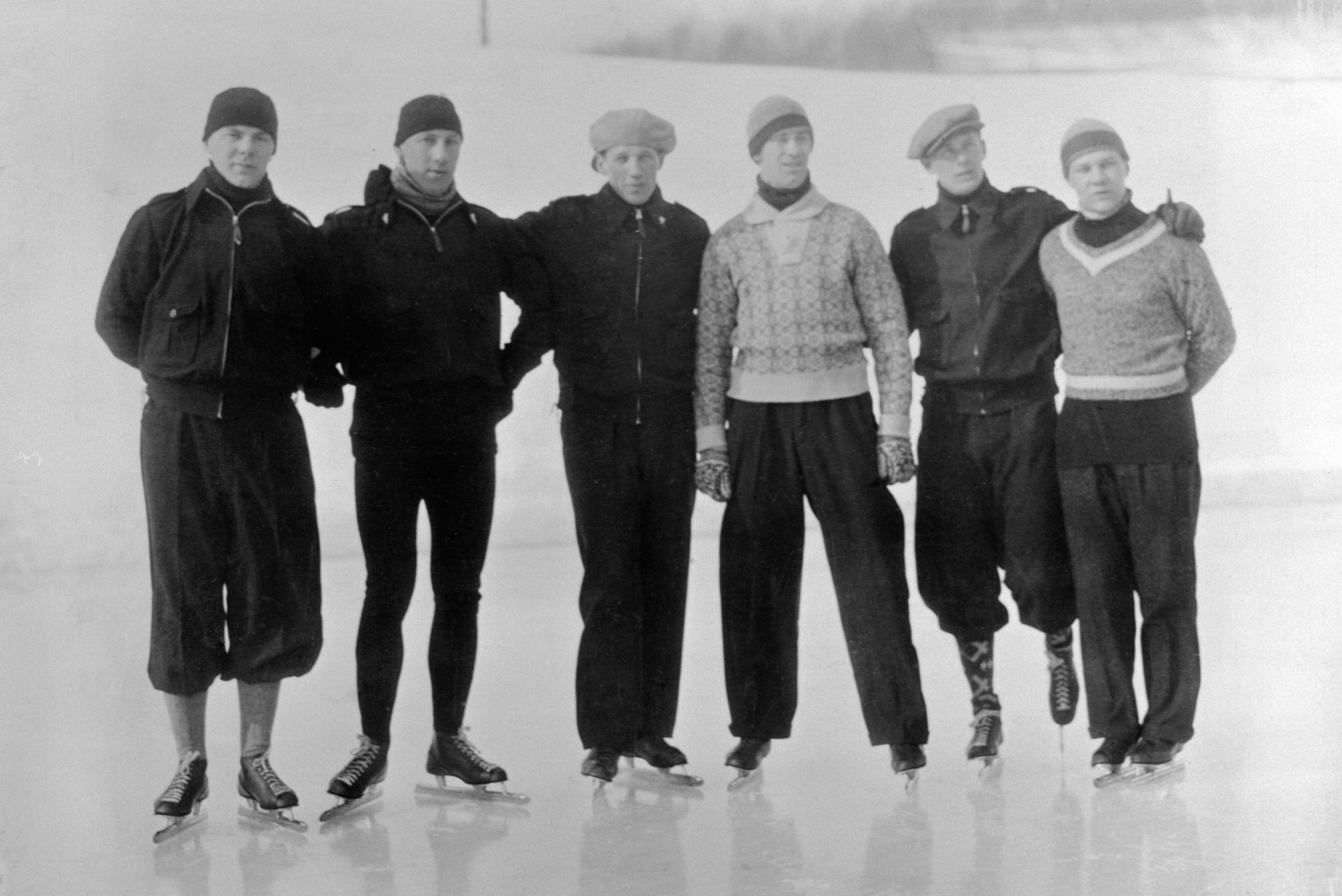
Das norwegische Team: Bernt Evensen, Håkon Pedersen, Erling Lindboe, Michael Staksrud, Ivar Ballangrud, Hans Engnestangen (v. l. n. r.)

Bei seiner Teilnahme an mehreren Wettkämpfen in Nordamerika hatte Clas Thunberg 1925 die Erfahrung gemacht, dass in Massenstartrennen nicht die schnellsten, sondern die taktisch geschicktesten Läufer die vorderen Plätze belegten und es Vorteile bringe, als Team zu arbeiten. In seiner 1964 erschienenen Autobiographie gab der Finne an, er habe daher den Leiter des norwegischen Eislaufverbandes Gerhard Karlsen kontaktiert: Finnen und Norweger sollten eine „europäische Gruppe“ (im Original: „en europeisk grupp“) bilden, sich gegen die von ihm befürchteten „Tricks“ (im Original: „knep“) der US-Amerikaner auf gleiche Weise wehren und so für Siege Bernt Evensens auf der 500-Meter- und der 1500-Meter-Strecke sorgen. Im Gegenzug forderte Thunberg selbst die norwegische Hilfe für die beiden Langdistanzen ein, wo er weitere Goldmedaillen sammeln wollte. Die Norweger zeigten sich jedoch nicht an einem Bündnis interessiert. Die Überzeugung, dass ohne Kooperation ein Sieg nicht möglich sei, – gepaart mit ohnehin vorhandenen Geldproblemen als Folge der Weltwirtschaftskrise – bewegte Thunberg zur Absage seiner Olympiateilnahme. Auch die Vertreter anderer europäischer Länder verzichteten auf die Reise nach Lake Placid: Vier Jahre zuvor waren in St. Moritz 40 Sportler aus 14 Nationen an den Start der Eisschnelllaufwettbewerbe gegangen, 1932 standen lediglich 32 Sportler aus 6 Nationen in den Aufgeboten für die Veranstaltungen. Der Schwede Carl Lindberg (Eisschnellläufer) und der Finne Ossi Blomqvist waren dabei die einzigen Eisschnellläufer in den olympischen Teams ihrer Länder.
Jede Nation konnte pro Wettkampf acht Sportler nominieren, von denen aber nur vier auch tatsächlich in den Vorläufen an den Start gehen durften. Die Norweger waren die einzigen Europäer, die von dieser Möglichkeit Gebrauch machten und mit sechs Athleten in Mannschaftsstärke an den olympischen Eisschnelllaufwettkämpfen teilnahmen. Ivar Ballangrud erklärte später seine Befürwortung einer Teilnahme trotz der Ablehnung des Formats damit, dass nach den olympischen Wettkämpfen auch die Weltmeisterschaft in Lake Placid angesetzt war – diese dann aber im europäischen Paarlauf-Stil. Die größten Aufgebote stellten die US-Amerikaner (13 Eisschnellläufer) und die Kanadier (7). Das US-Team umfasste alle vier Athleten, die 1928 angetreten waren. Dazu zählte auch Irving Jaffee, der in St. Moritz den 10.000-Meter-Lauf angeführt hatte, als dieser wegen Tauwetter frühzeitig abgebrochen werden musste. Neu hinzugestoßen war hingegen der aus Lake Placid stammende Jack Shea, der bei der Eröffnungsfeier den olympischen Eid gesprochen hatte. Zudem traten vier japanische Eisschnellläufer an, die erstmals bei Olympia an den Start gingen, auf allen vier Strecken bereits in den Vorläufen ausschieden und somit kein Top-6-Ergebnis einfuhren.
Bei den Wettkämpfen der Frauen war das Teilnehmerfeld noch wesentlich übersichtlicher als bei den Männern: An den drei Demonstrationswettbewerben beteiligten sich zehn Sportlerinnen, jeweils fünf aus Kanada und fünf aus den Vereinigten Staaten. Amtierende US-amerikanische Meisterin war Helen Bina, die aber erst im Stechen gegen Kit Klein (und durch einen Sturz Kleins) erfolgreich gewesen war.

### Zeitplan
Die Entscheidung über 500 Meter war die erste der Olympischen Winterspiele 1932 und begann kurze Zeit nach dem Ende der halbstündigen Eröffnungsfeier am Morgen des 4. Februar. Zunächst wurden die Vorläufe ausgetragen, nach einer kurzen Pause (die vom ersten Drittel des Eishockeyspiels zwischen den USA und Kanada gefüllt wurde) fand im Anschluss das Finale statt. Am Nachmittag des gleichen Tages folgten nach dem gleichen Muster die 5000-Meter-Rennen, am Vormittag des 5. Februar der Wettkampf über 1500 Meter. Nach den Plänen der Veranstalter sollten die Eisschnelllaufwettbewerbe der Männer am Nachmittag des 5. Februar mit den Vorläufen und am Vormittag des 6. Februar mit dem Finale über 10.000 Meter beendet werden. Nach den Vorläufen über die Langdistanz kam es zu Protesten und Verzögerungen, wodurch sie wiederholt wurden und das Finale erst am Nachmittag des 8. Februar stattfinden konnte. An diesem Tag begannen auch die Wettbewerbe der Frauen, jeweils einer pro Tag bis zum 10. Februar. Die Siegerehrungen fanden jeweils im Anschluss an die Wettbewerbe statt.

### Rennverläufe und Ergebnisse

#### 500 m
| Platz | Land | Sportler       | Zeit (s) |
| ----- | ---- | -------------- | -------- |
| 1     | USA  | Jack Shea      | 43,4     |
| 2     | NOR  | Bernt Evensen  | –        |
| 3     | CAN  | Alexander Hurd | –        |
| 4     | CAN  | Frank Stack    | –        |
| 5     | CAN  | Willy Logan    | –        |
| 6     | USA  | John Farrell   | –        |

Datum: 4. Februar 1932
Am 500-Meter-Rennen nahmen 16 Starter aus 4 Ländern teil. In drei Vorläufen qualifizierten sich fünf Nordamerikaner und der Norweger Evensen für das Finale. Evensens Landsmann Håkon Pedersen schied im dritten Vorlauf nach einer Behinderung durch John Farrell aus, sein Team protestierte jedoch nicht gegen das Ergebnis. Im Finale übernahm Jack Shea schnell die Führung und behielt diese bis zur Ziellinie, die er nach 43,4 Sekunden mit einem Vorsprung von fünf Metern auf Evensen erreichte. Seine Zeit war eine Einstellung des vier Jahre zuvor aufgestellten olympischen Rekords.
Die Siegerehrung direkt nach dem Rennen – in Anwesenheit des New Yorker Gouverneurs Franklin D. Roosevelt – nahm der Präsident des Internationalen Olympischen Komitees Henri de Baillet-Latour vor. Erstmals überhaupt in der olympischen Geschichte standen die drei siegreichen Sportler dabei auf einem Podest. Baillet-Latour verwechselte den zweitplatzierten Evensen und den drittplatzierten Alexander Hurd, da diese nicht an der vorgesehenen Stelle (Hurd links, Evensen rechts) standen, sondern ihre Positionen vertauscht hatten.

#### 1500 m
| Platz | Land | Sportler       | Zeit (min) |
| ----- | ---- | -------------- | ---------- |
| 1     | USA  | Jack Shea      | 2:57,5     |
| 2     | CAN  | Alexander Hurd | –          |
| 3     | CAN  | Willy Logan    | –          |
| 4     | CAN  | Frank Stack    | –          |
| 5     | USA  | Raymond Murray | –          |
| 6     | USA  | Herbert Taylor | –          |

Datum: 5. Februar 1932
18 Teilnehmer aus 6 Ländern gingen an den Start der drei 1500-Meter-Vorläufe; die besten beiden qualifizierten sich jeweils für das Finale. Der dritte Vorlauf war dabei deutlich schneller als die ersten beiden (2:29,3 gegenüber 2:49,3 bzw. 2:58,0 Minuten), da der Schwede Ingvar Lindberg das Tempo frühzeitig anzog. Er löste sich über mehr als zwei Runden mit einem teils deutlichen Vorsprung von über 30 Metern vom Feld, fiel dann aber auf den letzten 300 Metern zurück und wurde vom gesamten Feld überholt. Alle sechs Finalteilnehmer stammten aus Kanada oder den Vereinigten Staaten.
Im Finale wechselten sich zunächst Alexander Hurd, Jack Shea und Raymond Murray in der Führung ab, bis Shea mit seinem Schlussspurt das Rennen für sich entschied und damit seine zweite Goldmedaille gewann. Eine von der ISU festgelegte Regel bestimmte, dass die Zeit des Finalsiegers nicht langsamer sein durfte als die mittlere Zeit der Vorlaufsieger. Dieser Richtwert wurde um fast zwölf Sekunden überschritten, worauf die norwegische Mannschaftsführung Schiedsrichter Savage aufmerksam machte, ohne formal Protest zu einlegen. Daraufhin legte Savage fest, dass diese Regel nur für normale Meisterschaften gelte, nicht aber für die Olympischen Spiele.

#### 5000 m
| Platz | Land | Sportler        | Zeit (min) |
| ----- | ---- | --------------- | ---------- |
| 1     | USA  | Irving Jaffee   | 9:40,8     |
| 2     | USA  | Eddie Murphy    | –          |
| 3     | CAN  | Willy Logan     | –          |
| 4     | USA  | Herbert Taylor  | –          |
| 5     | NOR  | Ivar Ballangrud | –          |
| 6     | NOR  | Bernt Evensen   | –          |
| 7     | CAN  | Frank Stack     | –          |
| 8     | CAN  | Harry Smyth     | –          |

Datum: 4. Februar 1932
Das Teilnehmerfeld des 5000-Meter-Wettkampfs bestand aus 18 Startern aus 6 Ländern, die in zwei Vorläufen acht Finalisten ausmachten – jeweils drei Kanadier und US-Amerikaner sowie zwei Norweger. Die Zeiten in den Vorläufen wie auch im Finale lagen jeweils etwa anderthalb Minuten über dem 1930 aufgestellten Weltrekord von Ivar Ballangrud (8:21,6 Minuten). Diese Langsamkeit rührte daher, dass kein Sportler die Führungsarbeit übernehmen wollte, weshalb der Schwede Lindberg nach dem Wettbewerb äußerte, man könne genauso gut alle Rennen nur über die Distanz von drei Runden (also 1200 Meter) austragen, da es vorher ohnehin keinen ernsthaften Wettkampf geben würde.
Im Finale stieß der Kanadier Harry Smyth gegen die in aussichtsreicher Position liegenden Norweger Ballangrud und Evensen; alle drei Athleten fielen zurück und verloren ihre Medaillenchancen. Die kanadische Seite legte nach dem Rennen Protest ein: Smyth sei vom zweitplatzierten Edward Murphy bedrängt worden, wodurch es erst zu dem Gedränge gekommen sei. Der oberste Schiedsrichter Joseph Savage lehnte den Protest ab. Die Goldmedaille gewann Irving Jaffee, der Murphy auf der Zielgerade klar distanzierte.

#### 10.000 m
Im Anschluss an das 1500-Meter-Rennen trafen sich, initiiert vom IOK-Mitglied Clarence von Rosen aus Schweden, die vier nicht-nordamerikanischen Delegationen und schrieben einen Brief an das Organisationskomitee, in dem sie die in ihren Augen inkonsequente Regelauslegung der US-amerikanischen Schiedsrichter anprangerten. Der Brief schloss mit einer Grundsatzkritik am Modus des Massenstarts:

“It seems evident, from what we have observed during the recent contests in the 5,000-meter and 1,500-meter races, that the American rules will permit tactics which practically eliminate the distance set for the longer events, inasmuch as they allow the competitors to run the major part of the race at a snail's pace, with a final spurt in the last round, and it is our opinion that this system is not only detrimental to the ideals and aims of fair sport but that the race run under these rules can actually become a parody on what a fine and fair speed race should be.”

„Es erscheint uns eindeutig nach unseren Beobachtungen der letzten Wettkämpfe über 5000 Meter und 1500 Meter, dass die amerikanischen Regeln Taktiken zulassen, die praktisch die Bedeutung der Langdistanzrennen auslöschen, da sie den Teilnehmern erlauben, den Großteil des Rennens im Schneckentempo zu laufen, mit einem Schlussspurt in der letzten Runde, und es ist unsere Meinung, dass dieser Modus nicht nur schädlich für die Ideale und Ziele des fairen Sports ist, sondern dass ein Rennen unter diesen Bedingungen letzten Endes ein Zerrbild dessen ist, wie ein gutes und faires Schnelllauf-Rennen aussehen sollte.“

Als Reaktion auf den Brief führten die Veranstalter vor dem abschließenden 10.000-Meter-Rennen als neue Regel ein, dass jeder Teilnehmer Führungsarbeit während eines Laufes leisten müsse und dass die Rundenzeiten nicht langsamer als 45 Sekunden sein durften.
| Platz | Land | Sportler         | Zeit (min) |
| ----- | ---- | ---------------- | ---------- |
| 1     | USA  | Irving Jaffee    | 19:13,6    |
| 2     | NOR  | Ivar Ballangrud  | –          |
| 3     | CAN  | Frank Stack      | –          |
| 4     | USA  | Edwin Wedge      | –          |
| 5     | USA  | Valentine Bialas | –          |
| 6     | NOR  | Bernt Evensen    | –          |
| 7     | CAN  | Alexander Hurd   | –          |
| 8     | USA  | Eddie Schroeder  | –          |

Datum: 5.–8. Februar 1932
Für den 10.000-Meter-Wettkampf waren erneut 18 Starter aus 6 Ländern gemeldet. Es gab zwei Vorläufe mit jeweils neun Teilnehmern, von denen die schnellsten vier ins Finale einziehen sollten. In beiden Vorläufen gab es – teilweise bedingt durch die neuen Regeln – Disqualifikationen: Im ersten Lauf wurden unter anderem der Sieger Alexander Hurd aus Kanada und der drittplatzierte US-Amerikaner Edwin Wedge ausgeschlossen, da das Rennen unter ihrer Führung zu langsam gewesen war. Im zweiten Lauf kam es zur Disqualifikation des zweitplatzierten Kanadiers Frank Stack, der den bis dahin führenden Bernt Evensen aus der Balance gebracht hatte. Durch die Ausschlüsse der Nordamerikaner standen alle vier Norweger und der Finne Blomqvist im vorläufigen Teilnehmerfeld des Finals. Allerdings legte die kanadische Delegation Protest gegen die Disqualifikation von Hurd und Stack ein, wobei sie zwischenzeitlich damit drohte, sich komplett von den Olympischen Winterspielen in Lake Placid zurückzuziehen. Davon wären die kanadischen Vertreter sämtlicher Sportarten betroffen gewesen. Nach einem Treffen der Vertretungen aller Länder am Abend des 5. Februar gab Schiedsrichter Joseph Savage die Entscheidung an die technischen Delegierten der ISU weiter: Herbert Clarke, Walter Jakobsson und Hermann Kleeberg – alle drei frühere Eiskunstläufer – beschlossen eine Wiederholung der Vorläufe am Folgetag.
Die Athleten wurden erst am Vormittag des 6. Februar davon informiert, dass sie erneut in den Vorläufen anzutreten hatten. Die US-Amerikaner und Norweger, die sich für das Finale qualifiziert wähnten, weigerten sich zunächst ein zweites Mal an den Start zu gehen. Erst der Bürgermeister von Lake Placid überzeugte die US-Läufer von der weiteren Teilnahme; die Norweger (die später angaben, sie hätten beobachtet, dass den US-Amerikanern auch Dollarscheine zugesteckt worden seien) schlossen sich ihnen an. In der Wiederholung der Vorläufe kam es nahezu zu den gleichen Ergebnissen wie in der ersten Durchführung. Dadurch, dass es dieses Mal keine Disqualifikationen gab, qualifizierten sich sechs Nordamerikaner für das Finale und nur zwei Europäer, die Norweger Ballangrud und Evensen.
Das 10.000-Meter-Finale fand am Nachmittag des 8. Februar statt, nachdem aufgrund lang anhaltenden Schneefalls zunächst eine weitere Verschiebung gedroht hatte. In der 24. und damit vorletzten Runde erhöhte Ivar Ballangrud die Geschwindigkeit, wurde dann aber kurz vor Schluss von Irving Jaffee überholt, der mit einem Meter Vorsprung auf den Norweger ins Ziel kam. Der US-Amerikaner warf sich dabei über die Ziellinie und glitt ebenso wie der viertplatzierte und entkräftete Edwin Wedge noch mehrere Meter auf dem Bauch auf der Bahn. Ballangrud gab später in seiner Autobiographie an, er habe sich seine Schlittschuhe unmittelbar vor dem Start beschädigt, sodass er das Rennen mit schiefen Kufen habe bestreiten müssen. Aus diesem Grund bezeichnete er den Wettkampf als den merkwürdigsten, den er in seinem Leben bestritten habe (im Original: „Den 10 000 meteren er den rareste jeg har gått i mitt liv, fordi jeg gikk den med skjev skøyte“).

#### Demonstrationswettbewerbe der Frauen
500 Meter
| Platz | Land | Sportlerin          | Zeit (s) |
| ----- | ---- | ------------------- | -------- |
| 1     | CAN  | Jean Wilson         | 58,0     |
| 2     | USA  | Elizabeth Dubois    | –        |
| 3     | USA  | Kit Klein           | –        |
| 4     | CAN  | Lela Brooks-Potter  | –        |
| 5     | USA  | Elsie Muller-McLave | –        |
| 6     | USA  | Helen Bina          | –        |

Datum: 8. Februar 1932
Die Kanadierin Jean Wilson schlug die US-Amerikanerin Elizabeth Dubois knapp und erst auf der Ziellinie. Dieses Rennen war die einzige Niederlage für das US-Eisschnelllaufteam bei den Winterspielen von Lake Placid.
1000 m
| Platz | Land | Sportlerin         | Zeit (min) |
| ----- | ---- | ------------------ | ---------- |
| 1     | USA  | Elizabeth Dubois   | 2:04,0     |
| 2     | CAN  | Hattie Donaldson   | –          |
| 3     | USA  | Dorothy Franey     | –          |
| 4     | CAN  | Lela Brooks-Potter | –          |
| 5     | CAN  | Geraldine Mackie   | –          |
| 6     | CAN  | Jean Wilson        | –          |

Datum: 9. Februar 1932
Den ersten Vorlauf gewann Lela Brooks-Potter in 2:01,2 Minuten und unterbot damit den Weltrekord der Polin Nehringowa um zwei Sekunden. In den offiziellen Weltrekordlisten der ISU fand Brooks-Potters Zeit keine Berücksichtigung. Das Finale entschied Elizabeth Dubois für sich, nachdem die Vortagessiegerin Jean Wilson kurz vor dem Ziel gestürzt war.
1500 m
| Platz | Land | Sportlerin         | Zeit (min) |
| ----- | ---- | ------------------ | ---------- |
| 1     | USA  | Kit Klein          | 3:00,6     |
| 2     | CAN  | Jean Wilson        | –          |
| 3     | USA  | Helen Bina         | –          |
| 4     | CAN  | Geraldine Mackie   | –          |
| 5     | USA  | Dorothy Franey     | –          |
| 6     | CAN  | Lela Brooks-Potter | –          |

Datum: 10. Februar 1932
Die Finalzeit von Kit Klein lag lediglich drei Sekunden über der von Jack Shea, der über die gleiche Distanz bei den Männern gewonnen hatte. In den Vorläufen war erneut Lela Brooks-Potter die schnellste Zeit gelaufen und hatte mit 2:54,0 Minuten einen neuen Frauenweltrekord aufgestellt, der aber wie bereits ihre Zeit über 1000 Meter nicht als solcher anerkannt wurde. Im Finale stürzte Brooks-Potter kurz vor dem Ziel.

## Einschätzungen und Wirkung

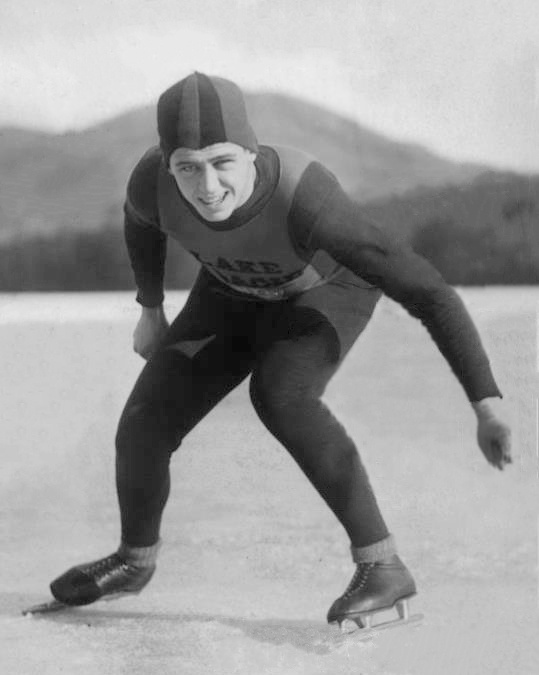
Jack Shea, zweifacher Olympiasieger von 1932 (hier 1929)

Das zeitgenössische Urteil über die olympischen Wettkämpfe variierte stark. Aus US-amerikanischer Sicht waren die Wettbewerbe in erster Linie ein großer Erfolg der eigenen Athleten: William Taylor, der Trainer und Manager des US-Eisschnelllaufteams hob die „wunderbare Leistung“ (im Original: „wonderful performance“) seiner Mannschaft hervor. Er zeigte auf, dass die von ihm betreuten Eisschnellläufer maßgeblich zum Gewinn einer dem Medaillenspiegel ähnlichen Punktewertung beigetragen hatten. Von den insgesamt sechs US-Goldmedaillen in Lake Placid hatten Jack Shea und Irving Jaffee jeweils zwei gewonnen. Dementsprechend bestimmte die Sportart auch die Berichterstattung in den US-Medien. Von 18 erhaltenen Filmminuten – in Ermangelung von offiziellem Filmmaterial sind das Stummfilmaufnahmen und Wochenschauen – deckt ein Großteil die Eisschnelllaufwettbewerbe ab (auch die Frauenrennen). Arthur Daley schrieb für die New York Times, dass die Erfolge von Shea und Jaffee Belege für den erstaunlichen Fortschritt Amerikas im Wintersport seien. Die US-amerikanische Presseagentur Associated Press zitierte zudem den Vorsitzenden des Norwegischen Olympischen Komitees Cato Aall nach dem 10.000-Meter-Rennen mit der Aussage, der amerikanische Stil sei dem europäischen überlegen. Insgesamt zeigten sich die Europäer aber nach den Wettkämpfen von Lake Placid ausgesprochen kritisch und sahen sie als Farce an.
Zwei Wochen nach den olympischen Eisschnelllaufwettbewerben fand in Lake Placid die Mehrkampfweltmeisterschaft statt, die im konventionellen paarweisen Stil ausgetragen wurde. Alle acht europäischen und auch die vier japanischen Olympiateilnehmer starteten bei der WM, die beiden US-amerikanischen Olympiasieger Shea und Jaffee verzichteten jedoch auf die Teilnahme. Ivar Ballangrud gewann drei von vier Einzelstrecken bei der WM und damit auch den Mehrkampftitel vor seinen Teamkollegen Michael Staksrud und Bernt Evensen. Er stellte dabei sowohl über die 5000 Meter als auch über die 1500 Meter und die 10.000 Meter Bahnrekorde auf, über die beiden längsten Distanzen blieb er mehr als eine Minute unter den jeweiligen olympischen Siegerzeiten von Jaffee. Als bester Nordamerikaner erreichte Herbert Taylor den vierten Gesamtrang, er lief über 10.000 Meter die zweitbeste Zeit.
Sporthistoriker ordnen die Rennen von 1932 zwischen „merkwürdig“ und „unolympisch“ ein. Letzteres schrieb Erich Kamper den Wettkämpfen zu: Die Amerikaner hätten ihren Heimvorteil auf „brutale Art“ genutzt und die eigentlich überlegenen Europäer „ausgetrickst“. Ture Widlund zieht als Fazit seiner Untersuchung der Wettkämpfe, dass verschiedene Punkte dazu beigetragen hätten, die Eisschnelllaufwettkämpfe von 1932 zu den kontroversesten der olympischen Geschichte zu machen: In erster Linie sei das „natürlich“ die Anwendung der Massenstartregeln gewesen, ergänzt aber auch unter anderem durch einen „schwachen, parteiischen und druckanfälligen“ Schiedsrichter und das Fehlen eines von Vertretern verschiedener Nationen gebildeten Schiedsgerichts.
Alle weiteren internationalen Wettkämpfe im klassischen Eisschnelllauf bis zu Beginn des 21. Jahrhunderts wurden im paarweisen Stil ausgetragen. Seit dem Winter 2011/12 ist der Massenstart – ergänzend zu den paarweise gelaufenen Einzelstrecken – dauerhafter Bestandteil des Weltcups, seit 2018 gehört er auch zum olympischen Programm. Das mit dem Eisschnelllauf verwandte und seit 1992 als eigenständige olympische Disziplin anerkannte Shorttrack nutzt ausschließlich das Prinzip des Massenstarts.
Die Demonstrationswettbewerbe der Frauen blieben für fast 30 Jahre die einzigen olympischen Wettkämpfe für Eisschnellläuferinnen: Erst 1960 traten wieder beide Geschlechter in der Disziplin bei Olympia an, von da an galten die Frauenwettbewerbe als Teil des offiziellen Programms der Olympischen Winterspiele.